# Петър Христов (андарт)
Вижте пояснителната страница за други личности с името Петър Христов.
Петър Христов (на гръцки: Πέτρος Χρήστου, Петрос Христу) е гръцки революционер, деец на гръцката въоръжена пропаганда в Македония от началото на XX век.

## Биография
Христов е роден през 1887 година в битолското гъркоманско село Велушина, тогава в Османската империя. Завършва училище в Битоля и работи като учител в квартал Пелистер през зимата на 1904-1905 година. През 1905 година минава в нелегалност и влиза в четата на Йоанис Каравитис. От май е в четата на Георгиос Цондос и действа в Леринско и Костурско. От есента на 1906 година е четник при Георгиос Диконимос. Местните чети, с помощта и на Павле Илиев, нападат през април 1907 година Каленик (Горно или Долно) и Матешница. През май 1908 година Христов участва в сражение с турски аскер край манастира в Буково при което е заловен. Обесен е в Битоля на 21 юни 1908 година заради убийството на Зейнел бей от Невеска, който е нападнат заедно с четата на Александрос Георгиадис.
В Лерин е издигнат бюст на Петър Христов, дело на скулптора Петрос Мораитис.